# Jeroni Pagès Xicart
Jeroni Pagès Xicart (Badalona, 17 de novembre de 1807 – Madrid, ca.1859) fou un mestre de capella i organista badaloní.

## Biografia
Fill de Jeroni Pagès i de Josefa Xicart de Barcelona, va començar a exercir com a organista i mestre de capella abans de prendre l'hàbit. L'octubre de 1827 va ingressar a l'Orde de Sant Jeroni a El Escorial (Madrid), i el 12 d'octubre del següent any va ocupar el càrrec de mestre de capella al monestir del mateix municipi.
El 3 de maig de 1854, la reina Isabel II el va nomenar prior amb l'objectiu de restablir la comunitat de Sant Jeroni al monestir d'El Escorial. Aquest càrrec se li va atorgar definitivament el 30 de maig del mateix any, en un acte en el qual hi assistiren l'Arquebisbe de Toledo, el Patriarca de les Índies, el Nunci de Sa Santedat i el Pare general de l'Orde.
Amb l'ocupació d'aquest nou càrrec, va deixar vacant la plaça de director del monestir. Per aquest motiu, realitzà unes oposicions presidides per ell mateix i, l'1 setembre de 1859. La plaça va ser ocupada per un seglar anomenat Cosme Damián José Benito y Barbero.